# 始興市
始興市（：／ Siheung si */?）是大韩民国京畿道中部的一个自治市。截至2021年4月，全市人口為510,098人。
值得注意的是，始兴市的名称来自于今首尔特別市衿川区始兴洞，因为如今首尔西南部的大部分地区在19世纪末属于始兴郡；后来随着始兴郡和安山郡合并，加上首尔（汉城）的扩张，日据时期的始兴郡大部分已不属于现在的始兴市。

## 行政区划
- 龜島洞(거북섬동)
- 大也洞(대야동)
- 新川洞(신천동)
- 新峴洞(신현동)
- 銀杏洞(은행동)
- 梅花洞(매화동)
- 牧甘洞(목감동)
- 君子洞(군자동)
- 正往洞(정왕동)
- 正往2洞(정왕2동)
- 正往3洞(정왕3동)
- 正往4洞(정왕4동)
- 正往本洞(정왕본동)
- 竹栗洞(죽율동)
- 果林洞(과림동)
- 蓮城洞(연성동)

## 交通
鐵路
- 安山線（●首都圈电铁4号线）：

正往站 - 烏耳島站
- 水仁線（●首都圈電鐵水仁·盆唐線）：

正往站 - 烏耳島站 - 達月站 - 月串站

## 名人
- 金鍾大（EXO成員）
- 李炤熙（RIIZE成員）

## 外部連結
- 始興市（页面存档备份，存于）